# チャンピオンジョッキー:ギャロップレーサー&ジーワンジョッキー
『Champion Jockey:Gallop Racer & G1 Jockey』（チャンピオンジョッキー：ギャロップレーサー＆ジーワンジョッキー）は、コーエーテクモゲームスが製作・販売した競馬ゲーム。2011年9月22日にWii・PlayStation 3・Xbox 360向けに発売された。2017年9月14日にはNintendo Switch向けに『Champion Jockey Special』が発売された。

## 概要
ギャロップレーサーシリーズを出していたテクモとジーワンジョッキーシリーズを出していたコーエーが経営統合されたことにより、競合作品であった2作品の世界観とシステムを融合させたジョッキーアクションゲーム。E3 2011での発表時の副題はジーワンジョッキーが先であった。操作方法及びゲームの演出は両作品を再現したものが選べるほか、「Customスタイル」の3つを用意。
メインとなるストーリーモードはジーワンジョッキーを継承している。
Wiiリモコン、バランスWiiボード、PlayStation Move、Kinectといったコントローラによる体感プレイも可能。

## チャンピオンジョッキー スペシャル
2017年9月14日に発売されたNintendo Switch用ソフト。2017年5月までの競馬データが追加されているほか、前作で有料DLC として配信されていた競走馬や機種衣装もあらかじめ収録。Nintendo Switch版ウイニングポスト8 2017との連動要素（本作で育てた騎手をWP8で、WP8で育てた馬を本作で使用できるなど）もある。